# سيزار بيريرا
سيزار بيريرا (29 ديسمبر 1975 ببارسيلوس في البرتغال - ) هو لاعب كرة قدم برتغالي في مركز حراسة المرمى. لعب مع نادي جل فيسنتي ونادي ريبيراو ونادي ريو أفي ونادي سانتا ماريا وديسبورتيفو تروفينسي ونادي فريموند ‏ وF.C. Lixa ‏ وG.D. Joane ‏.

## وصلات خارجية
- سيزار بيريرا على موقع قاعدة بيانات كرة القدم.إي يو (الإنجليزية)
- سيزار بيريرا على موقع Soccerway.com (الإنجليزية)